# Amrei Bahr

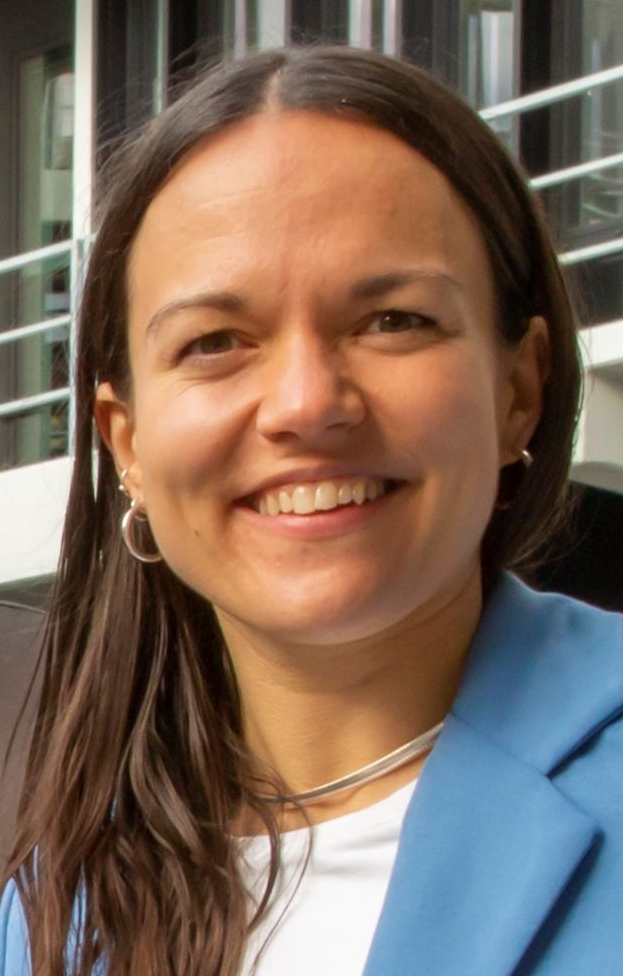
Amrei Bahr (2022)

Amrei Bahr (* 1985 in Dülmen) ist eine deutsche Philosophin mit Schwerpunkten in der Angewandten Ethik, der Ästhetik und Technikphilosophie und gehört zu den Mitbegründern der hochschulpolitischen Initiative Ich bin Hanna. Bahr ist beteiligt an neuen sowie aktivistischen Formen der Wissenschaftskommunikation.

## Leben
Bahr studierte Philosophie und Evangelische Religionslehre an der Westfälischen Wilhelms-Universität Münster und der Universität Wien. Bahr promovierte 2017 an der Universität Münster über die moralischen Rechte von Urhebern an ihren geistigen Schöpfungen mit der Dissertationsschrift „Artefakte und ihre Kopien“. Amrei Bahr war Gastwissenschaftlerin in der Forschungsgruppe „Ethik des Kopierens“ am Zentrum für interdisziplinäre Forschung der Universität Bielefeld und Gastwissenschaftlerin an der Technischen Universiteit Eindhoven. Bahr war daraufhin wissenschaftliche Mitarbeiterin am Institut für Philosophie der Heinrich-Heine-Universität Düsseldorf. Seit 2022 ist Amrei Bahr Juniorprofessorin für Philosophie der Information und Technik an der Universität Stuttgart.

## Forschung
Amrei Bahr behandelt in ihrer Arbeit unter anderem die Frage, ob das Recycling von Gegenständen stets als ethisch-moralisch korrekteste Form einer Verwertung im Sinne von Abfallentsorgung angesehen werden kann. Eine Ethik des Recyclings fragt nach den Folgen der Verwendung recycelter Produkte für sämtliche Nachnutzer.
Die Ethik des Publizierens ist ein weiteres Forschungsgebiet von Bahr. Eine Ethik des Publizierens fragt zum Beispiel nach Gerechtigkeitstheorien im Zusammenhang mit dem Veröffentlichungswesen. Amrei Bahr arbeitet hier vor allem zu Gerechtigkeit und Teilhabe im Zusammenhang mit wissenschaftlichen Publikationen und aktuellen wissenschaftlichen Publikationssystemen.
Zu den Fragen, was eine Kopie sei, und was als Artefakt gelten könne, hat Amrei Bahr geforscht. Die Artefaktphilosophie als solche gilt als verhältnismäßig neues Fachgebiet der akademischen Philosophie, auch wenn einige Fragen, die sie sich stellt, einer alten Tradition folgen.

## Hochschulpolitische Aktivitäten

Demonstration gegen das WissZeitVG vor dem Bundesministerium für Bildung und Forschung in Berlin unter dem Motto #IchbinHanna und #IchbinReyhan gehen auf die Straße! (24. März 2023)

### 95 Thesen gegen das Wissenschaftszeitvertragsgesetz
Im Jahr 2020 formulierten Amrei Bahr, Kristin Eichhorn und Sebastian Kubon als Reaktion auf eine im Entstehen begriffene Novellierung des Wissenschaftszeitvertragsgesetzes (WissZeitVG) gemeinsam die „95 Thesen gegen das Wissenschaftszeitvertragsgesetz“. Die Argumente und Thesen wurden seit 31. Oktober 2020 im Verfahren des Crowdsourcing und kollaborativen Schreibens mittels des Hashtags #95vsWissZeitVG durch Betroffene über Online-Plattformen gesammelt, zusammengetragen und diskursiv erarbeitet. Im Kern lehnen die 95 Thesen die Neuerungsvorschläge durch die Legislative ab, da eine angestrebte Diversität der an Hochschulen Beschäftigten und die Qualität der Forschung und Lehre durch die in Aussicht stehenden, neuen Rahmenbedingungen zur befristeten Beschäftigung noch schwieriger, als ohnehin zu verwirklichen seien.

### Ich Bin Hanna
Seit 10. Juni 2021 entstand im Zusammenhang mit der Veröffentlichung eines didaktischen Videos des Bundesministeriums für Bildung und Forschung die Initiative Ich bin Hanna (#IchBinHanna, später auch: #IchBinReyhan). Das Video des Bundesministeriums für Bildung und Forschung richtete sich zur Aufklärung an vertraglich befristet beschäftigte wissenschaftliche Mitarbeiter an deutschen Hochschulen, um diese über ihre befristete Beschäftigung und die Folgen der Befristung für zu erreichende Qualifikationsziele in den jeweiligen Karrierestufen zu informieren.
„Hanna“ war in dem Video die fiktive Figur einer Wissenschaftlerin in einem weißen Laborkittel mit Dutt und Brille. Die Zeichentrickfigur Hanna nimmt in dem Video des Bundesministeriums für Bildung und Forschung die Rolle der befristet angestellten wissenschaftlichen Mitarbeiterin ein. Das Video informiert mit Off-Ton Einspielungen Hanna über ihre befristete Beschäftigung in den unterschiedlichen Zeitphasen vor und nach der Promotion und die von ihr zu bestimmten Fristen geforderten Leistungen. Dabei wird Hanna nicht direkt angeredet, sondern es wird über Hanna in der Dritten Person gesprochen („Das ist Hanna. Sie ist…“). Mit der Personalisierung der sich bildenden Bewegung Ich bin Hanna bekam die Darstellung befristeter Beschäftigung an der Hochschule durch zahlreiche betroffene Personen und ihre Schilderungen ein Gesicht.
Amrei Bahr ist eine der Initiatoren der Initiative Ich bin Hanna, zusammen mit Kristin Eichhorn und Sebastian Kubon. Ich bin Hanna ist bis heute eine aktive hochschulpolitische Initiative und wird durch den akademischen Mittelbau getragen.

## Wissenschaftskommunikation
Amrei Bahr beteiligt sich an Formen der neuartigen und aktivistischen Wissenschaftskommunikation. Bahr war beteiligt an dem Public-Philosophy-Projekt denXte. Das Projekt denXte vermittelt akademische Philosophie an interessierte Laien.
Über soziale Medien erreicht Bahr eine größere Anzahl an Personen, als durch Formen der traditionellen Wissenschaftskommunikation, wie beispielsweise ein Interview im Printmedium. Eine größere Anzahl an Personen wurde auf Bahrs Aktionen für gerechtere Arbeitsbedingungen in der Wissenschaft aufmerksam. Das Medien-Echo beispielsweise auf die von Bahr, Kristin Eichhorn und Sebastian Kubon initiierte Initiative Ich bin Hanna war beträchtlich. Die Initiative Ich bin Hanna versucht, eine wissenschaftspolitische Debatte der Öffentlichkeit zu vermitteln. Mit dem Twitter-Hashtag #IchBinHanna (seit 10. Juni 2021, später auch #IchBinHannah, #IchBinReyhan) versehen Wissenschaftler Tweets mit Stellungnahmen, Statements zu den Auswirkungen des WissZeitVG auf ihren Alltag oder Tweets mit persönlichen Einblicken in ein Wissenschaftlerleben unter als prekär bezeichneten Beschäftigungsbedingungen.

## Schriften (Auswahl)

### Aufsätze/Monographien
- #IchBinHanna. Prekäre Wissenschaft in Deutschland, gemeinsam Kristin Eichhorn und Sebastian Kubon, Suhrkamp, Berlin 2022, ISBN 978-3-518-02975-6.
- Was ist eine Kopie? Meiner, Hamburg 2022, ISBN 978-3-7873-4056-9.
- Copy, right?! Das Verletzen moralischer Urheber-Bestimmungsrechte durch Kopierhandlungen, in: Original – Kopie – Fälschung, hrsg. von Thomas Dreier und Oliver Jehle, Baden-Baden 2020, 175–194.

### Herausgeberschaften
- #95vsWissZeitVG. Prekäre Arbeit in der deutschen Wissenschaft, gemeinsam mit Kristin Eichhorn und Sebastian Kubon (Hg.), Büchner, Marburg 2021, ISBN 978-3-96317-280-9.
- Werk-Zeuge. Der Werkbegriff zwischen den geisteswissenschaftlichen Disziplinen, hrsg. gemeinsam mit Thomas Kater und Johannes Waßmer, Zeitschrift für Ästhetik und allgemeine Kunstwissenschaft 65, 2020.

## Auszeichnungen
- 2022: Communicator-Preis (Team denXte)